# ETSI EN 302 291

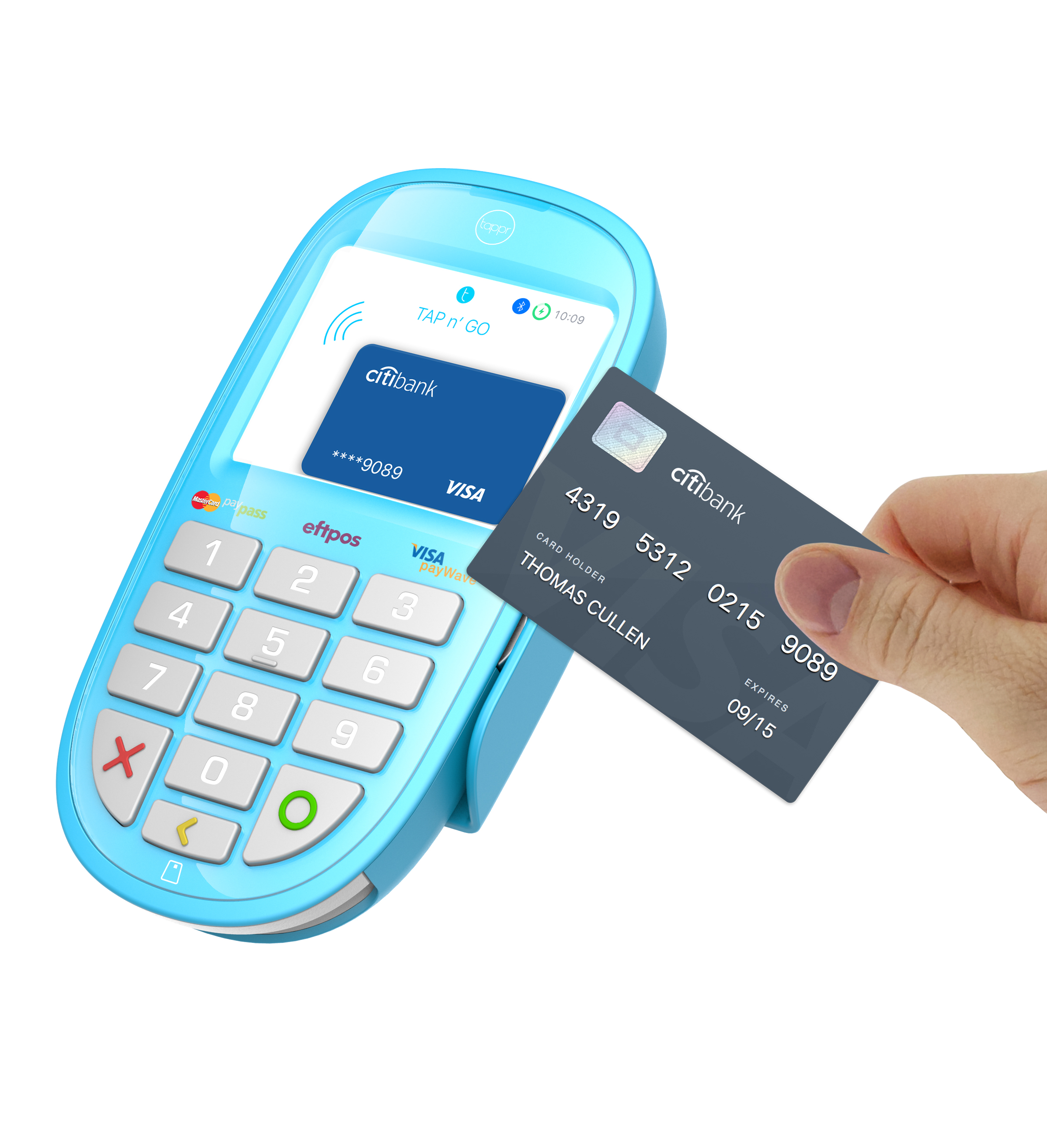
Fig.1 Dispositiu amb comunicacions NFC

ETSI EN 302 291 és una normativa de compatibilitat electromagnètica per a equipament de radiofreqüència operant a la banda del 13,56 MHz i amb els requeriments essencials de l'article 3.2 de la directiva europea de l'article 3.2.
Quedará substituïda per la norma EN 300 330 de la directiva Directive 2014/53/EU que aplicarà a dispositius amb freqüències de 9 kHz a 25 MHz.

## Parts de la norma

### ETSI EN 302 291-1: mètodes de test i característiques tècniques[4]
- Límits de camp magnètic H a 10 m de distància :

| Rang de freqüències (MHz)         | Límit d'intensitat de camp H (Hf) dBµA/m a 10 m |
| --------------------------------- | ----------------------------------------------- |
| 13,56 ± 7 kHz                     | +25                                             |
| 13,410 a 13,553 i 13,567 a 13,710 | +9                                              |
| 13,110 a 13,410 i 13,710 a 14,010 | -3,5                                            |
| 12,660 a 13,110 i 14,010 a 14,460 | -10                                             |
| Fora de 12,660 a 14,460           | -16                                             |

- Límit d'emissions espúries :

| Rang de freqüències (MHz)                                              | Potència de qualsevol espuri                                                        |
| ---------------------------------------------------------------------- | ----------------------------------------------------------------------------------- |
| 47 MHz a 74 MHz 87,5 MHz a 118 MHz 174 MHz a 230 MHz 470 MHz a 862 MHz | Operant : 4 nW e.r.p. En repòs : 2 nW e.r.p.                                        |
| Altres freqüències entre 30 MHz i 1 000 MHz                            | Operant : 250 nW e.r.p. En repòs : 2 nW e.r.p.                                      |
| Freqüències 9 kHz ≤ f < 10 MHz                                         | Transmetent : 27 dBµA/m descendent 3 dB/oct En repòs : 6 dBµA/m descendent 3 dB/oct |
| Freqüències 10 MHz ≤ f < 30 MHz                                        | Transmetent : -3,5 dBµA/m En repòs : -24,5 dBµA/m                                   |